# Menschen für Tierrechte – Bundesverband der Tierversuchsgegner
Der Verein Menschen für Tierrechte – Bundesverband der Tierversuchsgegner e. V. ist ein bundesweiter Dachverband in Deutschland mit Sitz in Bonn. Er wurde 1982 gegründet. Ihm sind 47 Vereine sowie natürliche Personen (Stand: 25. März 2020) als Fördermitglieder angeschlossen.
Der Dachverband setzt sich für die Anerkennung und Umsetzung der Rechte der Tiere ein. Zu seinen Schwerpunkten zählen die Themen Tierversuche, industrielle Tierhaltung (Massentierhaltung), Tierrechte, Politik (zuletzt insbesondere Europawahl 2019), Tierschutz-Verbandklage, biologisch-vegane Landwirtschaft, Zoo, Zirkus und Stadttauben. Er wirkt in der Tierschutzkommission Deutschland, in Kommissionen nach § 15 Tierschutzgesetz sowie in Beiräten der Landesregierungen, außerdem als Mitglied der Dachorganisation Europäische Koalition zur Beendigung von Tierversuchen auf europäischer Ebene mit. Der ehemals deutschlandweit tätige Verein SATIS ist in dem Verein Menschen für Tierrechte – Bundesverband der Tierversuchsgegner e. V. aufgegangen.
Die Tierrechtsorganisation unterstützt die biologisch-vegane Landwirtschaft.
Christina Ledermann ist die Vereinsvorsitzende und Pressereferentin.